# Fünftes Fließ
Das Fünfte Fließ ist ein Meliorationsgraben und orographisch linker Zufluss des Nordfließes auf der Gemarkung der Gemeinden Dissen-Striesow und Byhleguhre-Byhlen in Brandenburg.
Der Graben beginnt im äußersten Südwesten der Gemeinde Dissen-Striesow im Landkreis Spree-Neiße südlich des Nordumfluters, der in diesem Bereich von Südosten kommend in nordwestlicher Richtung verläuft. Nach nur rund 30 Metern erreicht der die Gemarkung der Gemeinde Byhleguhre-Byhlen und damit auch den Landkreis Dahme-Spreewald. Der Kanal fließt vorzugsweise in nordnordwestlicher Richtung, unterquert die Landstraße 51 und erreicht die Wohnbebauung des bewohnten Gemeindeteils Kaupen. Ein erster Strang entwässert dort in das Nordfließ, während ein zweiter Strang weiter in nordwestlicher Richtung verläuft und rund 1,2 Kilometer weiter nordwestlich erneut in das Nordfließ entwässert.